# NGC 3279
NGC 3279 = IC 622 ist eine Spiralgalaxie mit ausgedehnten Sternentstehungsgebieten vom Hubble-Typ Scd im Sternbild Löwe am Nordsternhimmel. Sie ist schätzungsweise 58 Millionen Lichtjahre von der Milchstraße entfernt. Die Entfernungsmessungen basierend auf den Radialgeschwindigkeiten stimmen nicht mit den rotverschiebungsunabhängigen Entfernungsschätzungen von 117 ± 24 Millionen Lichtjahren überein.
Das Objekt wurde am 5. März 1878 vom US-amerikanischen Astronomen David Peck Todd entdeckt.